# Maorineta tibialis
Maorineta tibialis är en spindelart som beskrevs av Alfred Frank Millidge 1988. Maorineta tibialis ingår i släktet Maorineta och familjen täckvävarspindlar. Inga underarter finns listade i Catalogue of Life.